# Jennifer Rode
Jennifer Rode (* 3. August 1995 in Berlin) ist eine ehemalige deutsche Handballspielerin.

## Karriere
Rode begann im Alter von fünf Jahren das Handballspielen beim MTV 1860 Altlandsberg. Ab 2008 besuchte sie das Sportinternat in Frankfurt (Oder). Vier Jahre später gehörte sie dem Bundesligakader des Frankfurter Handball Club an. Nachdem der FHC 2013 Insolvenz anmeldete, schloss sich die Linkshänderin dem Bundesligisten HSG Bensheim/Auerbach an. Eine Saison später unterschrieb Rode einen Vertrag bei Bayer Leverkusen. In der Saison 2020/21 stand Rode bei Borussia Dortmund unter Vertrag, mit dem sie die deutsche Meisterschaft gewann. Anschließend wechselte sie zum Thüringer HC. Nach der Saison 2023/24 beendete sie ihre Karriere.
Ihr Länderspieldebüt für die deutsche Nationalmannschaft gab Rode am 27. November 2015 in Umag gegen die Slowakei.

## Sonstiges
Ihre beiden Schwestern Elaine Rode und Joanna Rode spielen ebenfalls Handball.